# منتخب بنغلاديش لكرة القدم
منتخب بنغلاديش لكرة القدم (بنغالية:বাংলাদেশ জাতীয় ফুটবল দল، نقحرة: Bānlādēśa jātīẏa phuṭabala dala، بانلاديش جاتيو فوتبول دول) هو المنتخب الوطني لجمهورية بنغلاديش الشعبية ويديره اتحاد بنغلاديش لكرة القدم. وهو عضو في الاتحاد الآسيوي لكرة القدم ولم يتأهل لحد الآن لنهائيات كأس العالم. شارك الفريق مرة واحدة في كأس الأمم الآسيوية لكرة القدم سنة 1980 وتوج بطلاً مرة واحدة لبطولة اتحاد جنوب آسيا بعد أن هزم جزر المالديف في النهائي من خلال ركلات الترجيح كمستضيف المسابقة في سنة 2003. كما هو الحال في أماكن أخرى في شبه القارة، لعب كرة القدم ليس على مستوى عال في بنغلاديش في ظل اختبار البلاد لمنتخب الكريكيت.

## المباريات والنتائج
| موعد           | المسابقة                  | موقع   | الخصم   | النتيجة | أهداف بنغلاديش               |
| -------------- | ------------------------- | ------ | ------- | ------- | ---------------------------- |
| 21 مارس، 2011  | تصفيات كأس التحدي الآسيوي | يانغون | فلسطين  | 0–2     |                              |
| 23 مارس، 2011  | تصفيات كأس التحدي الآسيوي | يانغون | ميانمار | 2–0     | شاكيل 11', كومول 88'         |
| 25 مارس، 2011  | تصفيات كأس التحدي الآسيوي | يانغون | الفلبين | 0–3     |                              |
| 29 يونيو، 2011 | تصفيات كأس العالم 2014    | داكا   | باكستان | 3–0     | أميلي 1', حسين 22', كريم 56' |
| 3 يوليو، 2011  | تصفيات كأس العالم 2014    | لاهور  | باكستان | 0–0     |                              |
| 23 يوليو، 2011 | تصفيات كأس العالم 2014    | بيروت  | لبنان   | 0–4     |                              |
| 28 يوليو، 2011 | تصفيات كأس العالم 2014    | داكا   | لبنان   | 2–0     |                              |

## سجلات البطولات

### سجل كأس العالم لكرة القدم
لقد شاركت بنغلاديش في كل تصفيات لكأس العالم من عدم جعلها تقدمها أبعد من المرحلة الأولى. وكان أفضل ما لم ينتزع الفوز في بعض منها.
- 1930 إلى 1982 – كانت جزءا من الإمبراطورية البريطانية حتى 1947 وبعدها جزءا من باكستان بين 1947–1971
- 1986 إلى 2014 – لم يتأهل

### سجلكأس آسيا
- 1956 إلى 1976 – لم يتأهل
- 1980 – الدور الأول
- 1984 إلى 1992 – لم يتأهل
- 1996 – انسحب
- 2000 إلى 2011 – لم يتأهل

### سجلكأس التحدي الآسيوي
| كأس التحدي الآسيوي | كأس التحدي الآسيوي     | كأس التحدي الآسيوي | كأس التحدي الآسيوي | كأس التحدي الآسيوي | كأس التحدي الآسيوي | كأس التحدي الآسيوي | كأس التحدي الآسيوي |
| السنة              | الدور                  | لعب                | ف                  | ت                  | خ                  | له                 | عليه               |
| ------------------ | ---------------------- | ------------------ | ------------------ | ------------------ | ------------------ | ------------------ | ------------------ |
| 2006               | ربع النهائي            | 4                  | 2                  | 1                  | 1                  | 7                  | 8                  |
| 2008               | لم يتأهل               | -                  | -                  | -                  | -                  | -                  | -                  |
| 2010               | دور المجموعات          | 3                  | 1                  | 0                  | 2                  | 3                  | 6                  |
| 2012               | لم يتأهل               | -                  | -                  | -                  | -                  | -                  | -                  |
| مجموع              | أفضل انجاز:ربع النهائي | 7                  | 3                  | 1                  | 3                  | 10                 | 14                 |

## المدربون
| - حمزة حسين وحيد (1992–1995) - أوتو بفيستر (1996–1997) - مارك هاريسون (إبريل 2000 – أكتوبر 2000) - أوريل تيكليانو (2002) - غيورغي كوتان (2002–2003) - أندريس كروسياني (أغسطس 2005–2007) - سيد حسين كانان (سبتمبر 2007 – مايو 2008) - أبو يوسف محمد بلال مارس 2008 – يونيو 2008) | - شفيق إسلام مالك (أغسطس 2008 – ديسمبر 2008) - ديدو (يناير 2009 – نوفمبر 2009) - رظوان علي جاهد (نوفمبر 2009 – ديسمبر 2009) - زوران دودريفيتش (يناير 2010 – فبراير 2010) - سيفول باري تيتو (فبراير 2010 – سبتمبر 2010) - روبرت روبشيتش (سبتمبر 2010 – يونيو 2011) - غوري جوفانوفسكي (يونيو 2011) - نيكولا إلييفسكي (يونيو 2011–) |

## وصلات خارجية
- قائمة بيانات المنتخب من الموقع الرسمي للفيفا باللغة العربية
- الموقع الرسمي لمنتخب بنغلاديش لكرة القدم
- الصفحة الأولى لكرة القدم البنغلاديشية على النت